# Надзирать и наказывать
«Надзирать и наказывать: Рождение тюрьмы» (фр. Surveiller et punir: Naissance de la Prison) — книга, написанная философом Мишелем Фуко (впервые издана в 1975 году). Анализируя социальные и теоретические механизмы, лежащие в основе больших изменений, которые произошли в западной пенитенциарной системе в современную эпоху, Фуко использует в основном исторические документы Франции. Он выступает против идеи о том, что тюрьма стала главной формой наказания благодаря главным образом гуманным идеям социальных реформистов. Фуко прослеживает культурные сдвиги, приведшие к тому, что тюремное заключение стало основной формой наказания. Тюрьма является одним из дисциплинарных институтов, существующих благодаря возникшим в последние века новым технологическим возможностям, проявляющимся, согласно Фуко, и в функционировании таких институтов, как школы, больницы и военные казармы.
В более поздней работе, «Безопасность, территория, население» (фр. Sécurité, territoire et population, 1978), Фуко признаёт, что он несколько переусердствовал в своих описаниях того, как дисциплинарная власть обуславливает общество, но тем не менее развивает свои прежние идеи.

## Контекст
Вопрос о тюремном наказании был одним из основных в общественной деятельности Фуко. В 1971 году в результате голодовки «Пролетарских левых» (фр. Gauche prolétarienne), устроенной ради получения ими статуса политических заключённых, Фуко создал «Группу информации о тюрьмах» (фр. Groupe d'information sur les prisons, используется также аббревиатура GIP). Группа была создана совместно с Пьером Видаль-Наке и Жаном-Мари Доменаком (фр. Jean-Marie Domenach). Затем в 1973 году Фуко написал предисловие к книге Сержа Ливрозе (фр. Serge Livrozet) «От тюрьмы к восстанию» (фр. De la prison à la révolte). Таким образом, хотя книга «Надзирать и наказывать» не касается ситуации в современных французских тюрьмах, она тем не менее является отражением общественной позиции и общественной деятельности Фуко в период написания книги.

## Обзор
Основные идеи книги «Надзирать и наказывать» могут быть сгруппированы в соответствии с её четырьмя частями: пытки, наказания, дисциплина и тюрьма.

### Пытки
Фуко начинает с описания двух контрастных форм наказания: кровавой публичной казни Робера-Франсуа Дамьена, который был осуждён за покушение на цареубийство в середине XVIII века, и крайне регламентированного распорядка дня для заключённых тюрьмы с начала XIX века (исправительная колония Меттрэй). Эти примеры дают представление о том, насколько глубокие изменения произошли в западной пенитенциарной системе менее чем за столетие.
Фуко хочет дать читателю понять, что привело к этим изменениям. Как западная культура изменилась настолько радикально?
Он считает, что вопрос о природе этих изменений лучше всего задать, предполагая, что они были предназначены не для создания более гуманной уголовно-исполнительной системы и не для более точного наказания или реабилитации, но как часть продолжающейся стратегии, направленной на подчинение. Фуко хочет связать научные знания и технологические разработки с развитием тюрьмы, чтобы доказать эту точку зрения. Он определяет «микрофизику» власти, которая является более стратегической и тактической, чем приобретённой, сохранённой и той, которой овладели[стиль]. Согласно Фуко, сила и знания подразумевают друг друга; он не согласен с распространённым убеждением, что знание существует независимо от властных отношений (как пишет Фуко, знание всегда контекстуализируется в рамках, которые делают его понятным — так, гуманизация дискурса психиатрии является выражением тактики угнетения).
Фуко начинает с изучения общественных пыток и казни. Он утверждает, что общественные зрелища пыток и казней были театрализованными представлениями, первоначальные задачи которых в конечном итоге привели к несколько непредвиденным последствиям. Фуко подчёркивает точность, с которой пытки осуществляются, и описывает широкие правовые рамки, в которых они работают[стиль] для достижения конкретных целей. Фуко характеризует общественные пытки как церемонию.
Целью применения пыток было:
- Сделать тайное явным (согласно Фуко, расследования хранились в полном секрете даже от обвиняемого). Тайна следствия и заключение судьи становились оправданием публичности пыток.
- Показать влияние расследования на признание. Согласно Фуко, пытки могут проводиться в ходе расследования, потому что частичные доказательства означают частичную вину. Если пытками не удалось получить признание и расследование было прекращено, человек считается невиновным. Признание узаконивает расследования и применявшиеся пытки.
- Отражение насилия, проявившегося в первоначальном преступлении, на теле осуждённого, чтобы это насилие стало видно для всех и чтобы осуществился возврат насилия преступления к преступнику.
- Желание отомстить телу осуждённого, которое правитель стремится наказать, чтобы отомстить за пострадавших в результате преступления. Фуко утверждает, что закон считался расширением тела государя и что поэтому месть должна была принимать форму вреда телу осуждённого.

Фуко рассматривает общественные пытки как результат «определённого механизма власти», которая рассматривает преступность в терминах войны. Преступность и бунт сродни объявлению войны. Правитель озабочен не демонстрацией необходимости исполнения своих законов, но выявлением врагов и необходимостью нападать на них, для чего существовал ритуал следствия и церемония общественной пытки.
К числу непреднамеренных последствий относились:
- Предоставление форума для тела осуждённого, чтобы стать центром симпатии и восхищения[стиль].
- Перераспределение вины: палач, а не осуждённый становится местом стыда.
- Создание места конфликта между массами и правителем на теле осуждённого[стиль]. Фуко отмечает, что публичные казни часто приводили к беспорядкам в поддержку заключённого. Разочарование в неэффективности этой политики власти может быть направлено на место пытки и казни[стиль].

Общественные пытки и казни были методом, с помощью которого правитель выражал свою власть, и он осуществлял это с помощью ритуала расследования и церемонии казни; реальность и ужас, которые должны были выразить всемогущество правителя, на самом деле показывали, что власть государя зависела от участия народа. Пытки осуществлялись публично для того, чтобы вызвать страх в людях и заставить их участвовать в контроле, согласившись с приговором. Тем не менее проблемы возникали в случаях, когда люди своими действиями выражали несогласие с правителем и превращали жертву в героя (восхищаясь её мужеством перед лицом смерти) либо пытались освободить осуждённого или перераспределить последствия стратегически применённой силы. Таким образом, утверждает Фуко, публичное наказание в конечном счёте стало считаться неэффективным и неэкономичным использованием тела. Кроме того, оно применялось неравномерно и беспорядочно. Следовательно, его политическая цена была слишком высока. По сути это противоречило более современным целям государства: наведению порядка и уравниванию всех. Таким образом, наказание следовало реформировать, чтобы обеспечить большую стабильность собственности для буржуазии.

### Наказание
Переход к тюрьме состоялся не сразу. Изменения были постепенными, хотя и протекали быстро. Тюрьме предшествовали различные формы общественных зрелищ. Театр общественных пыток уступил место группам работников в оковах. Наказание стало «мягким», хотя и не по гуманистическим причинам, предполагает Фуко. Он утверждает, что реформисты были недовольны непредсказуемостью, неравномерно распределённым характером насилия правителя по отношению к осуждённому. Право государя наказать было настолько непропорционально, что наказание было неэффективным и неконтролируемым. Реформисты почувствовали силу наказывать, и судьи должны были давать наказания более равномерно, власть государства должна была стать формой общественной власти. Это, по мнению Фуко, было более важно для реформистов, чем гуманистические аргументы.
В результате этого движения к всеобщности наказания были созданы тысячи «мини-театров», где осуждённых выставили на обозрение в общей для всех, более контролируемой и более эффектной форме. Заключённым пришлось выполнять работу, характер которой отражал их преступления, и благодаря этому погашать долги перед обществом за свои правонарушения. В результате у представителей общественности появилась возможность видеть тела осуждённых во время получения наказания. Однако эти эксперименты длились менее двадцати лет.
По утверждению Фуко, эта теория «мягкого» наказания представляла собой первый шаг в сторону от чрезмерной силы правителя к более обобщённым и контролируемым средствам наказания. Фуко также предполагает, что переход к тюрьме явился результатом новой «технологии», развивавшейся в XVIII веке, — «технологии» дисциплины и восприятия «человека как машины».

### Дисциплина
Появление тюрьмы как формы наказания за каждое преступление выросло, по мнению Фуко, из развития дисциплины в XVIII и XIX веках. Он прослеживает развитие весьма изощрённых форм дисциплины, характер которых был связан с самыми малыми и точными аспектами тела человека. Дисциплина, полагает Фуко, разработала новую экономику и политику по отношению к человеческому телу. Современные учреждения требуют, чтобы тела были индивидуализированы в соответствии с их задачами, а также в целях обучения, наблюдения и контроля. Поэтому, как утверждает Фуко, дисциплина создала новую форму индивидуальности тел, позволившую им выполнять свои обязанности в рамках новых форм экономических, политических и военных организаций, что продолжается и до нынешнего дня.
Фуко предполагает, что эта индивидуальность может быть реализована в системах, которые официально являются эгалитарными, но используют дисциплину, чтобы построить неэгалитарные отношения власти.

### Яркий пример жестокой казни
2 марта 1757 года к публичному покаянию перед центральными вратами Парижского Собора за покушение на короля приговорили Робера-Франсуа Дамьена, служившего вначале солдатом, затем слугой и нанёсшего несмертельный удар ножом королю Людовику XV. Его надлежало привезти туда в телеге, потом отвести на Гревскую площадь и казнить. Сначала нужно было раскалёнными щипцами терзать его тело, затем возвести его на плаху. Руку, которой Дамьен пытался убить короля, следовало обжечь горячей серой, а в места, разодранные щипцами, плеснуть варево из жидкого свинца, кипящего масла, смолы, расплавленного воска и расплавленной серы. Затем его — ещё живого — нужно было разодрать четырьмя лошадьми, туловище и оторванные конечности сжечь дотла, а пепел — развеять по ветру. Четвертование заняло много времени, так как лошади были не приучены тянуть слаженно, поэтому, чтобы оторвать конечности, палачу Сансону пришлось перерезать сухожилия приговорённого и измолоть его суставы. Хотя преступник был закоренелым богохульником, он не ругался во время пыток, а лишь издавал страшные крики и молился: «Боже, помилуй!», «Господи, помилуй», а священник его утешал.
Три четверти века спустя после этой казни появились тюрьмы в современном понимании, и был уже составлен распорядок дня в тюрьме для малолетних заключённых. Заключённые были обязаны работать по 9 часов в день в мастерских, два часа в день отводилось на учёбу в тюремной школе. Итак, публичная казнь в Европе и Америке была дополнена тюремным заключением и тюремным распорядком дня. Публичная казнь и тюремное заключение стали разными видами наказания. Раньше тюрьма была просто местом, где преступника допрашивали и пытали, а затем он ждал здесь казни, после реформы же тюрьма стала местом жизни и работы для заключённого по строгому распорядку, и он проводил в ней длительный срок заключения. Эти наказания стали назначаться за разные виды преступления и для разных типов преступников. Данная реформа была проведена за период чуть меньше века. За это время составили новые тюремные кодексы, предусматривавшие новый вид наказания: в России — в 1769 году, в Пруссии — в 1780 году, в Пенсильвании и Тоскане — в 1786 году, в Австрии — в 1788 году, во Франции — в 1791, 1808 годах.

### Суть тюремной реформы на рубеже XVIII—XIX веков
- Были отменены публичные казни и пытки.
- Были введены чёткие кодексы, единые правила судопроизводства, суд присяжных.
- Исправительный характер наказаний и назначение различных сроков заключения и видов наказания в зависимости от тяжести преступления. Лишь кнут и розги ещё сохраняются некоторое время в России, Австрии и Пруссии.
- Исчезло клеймо на лице или плече преступника, возникла некоторая осторожность в искусстве причинять боль, исчезло тело как мишень наказаний.
- Было отменено публичное покаяние и позорный столб.
- Использование заключённых на общественных работах — при ремонте дорог, когда каторжники были закованы в кандалы и железные ошейники и обменивались с толпой ругательствами в ответ на презрение со стороны этой толпы.
- Во Франции были отменены колонны закованных в цепи колодников, которые тянулись по дорогам всей страны к портам Бреста и Тулона. Караваны скованных общей цепью каторжников были традицией, восходящей к эпохе галерных рабов. Чтобы заковать преступника в железный ошейник во французской тюрьме Бисетр, его голову укладывали на наковальню, и палач наносил точный удар по заклёпке ошейника, стараясь не размозжить голову преступнику; за этой процедурой с интересом наблюдали другие преступники, ждавшие своей очереди. Зрелище играло роль назидания потенциальным преступникам. Вместо этого заключённых стали перевозить в благопристойных чёрных тюремных фургонах, представлявших собой тюрьму на колёсах. Центральный коридор разделял фургон по всей длине, с каждой стороны коридора имелось шесть одиночных камер, где заключённые сидели лицом к коридору. Ноги и руки преступников были закованы цепью. Между коридором и камерой находилась железная дверь с маленьким окошком, что препятствовало общению друг с другом заключённых в пути. В коридоре находились два охранника, вооружённых дубинками. Наказание постепенно перестало быть театром, ритуалом и зрелищем для зевак[10].

### Причины отмены публичных казней
- Казнь иногда превосходила в варварстве само преступление.
- Казнь приучала зрителей к жестокости, тогда как должна была отучать от неё.
- Казнь приравнивала палача к преступнику, а судей — к убийцам.
- Казнь вызывала восхищение и сочувствие к казнимому преступнику вместо презрения и ненависти[11].

Вывод: наказание постепенно становится наиболее скрытой частью уголовной процедуры. Эффективность наказания определяется его неотвратимостью, а не зрелищным воздействием.
Вместо пыток и казней в Новое время стали применять лишение свободы (в том числе содержание в тюрьме), принудительные работы, каторгу, высылку (запрет на проживание в определённых местах), ссылку. Они тоже в некоторой степени связаны с физическим страданием, в отличие от штрафов, но невыносимая телесная боль уже больше не связана с уголовным наказанием. На смену палачу как специалисту по причинению боли приходит целая армия надзирателей, тюремных врачей и священников.

### Недостатки современного тюремного заключения
- Оно не воздействует на всю публику, а лишь частично.
- Не учитывает специфику преступления.
- Оно дорого стоит.
- Укрепляет осуждённых в праздности, умножает их пороки.
- Работа тюремщика — это упражнение в тирании[12].

### Паноптикум

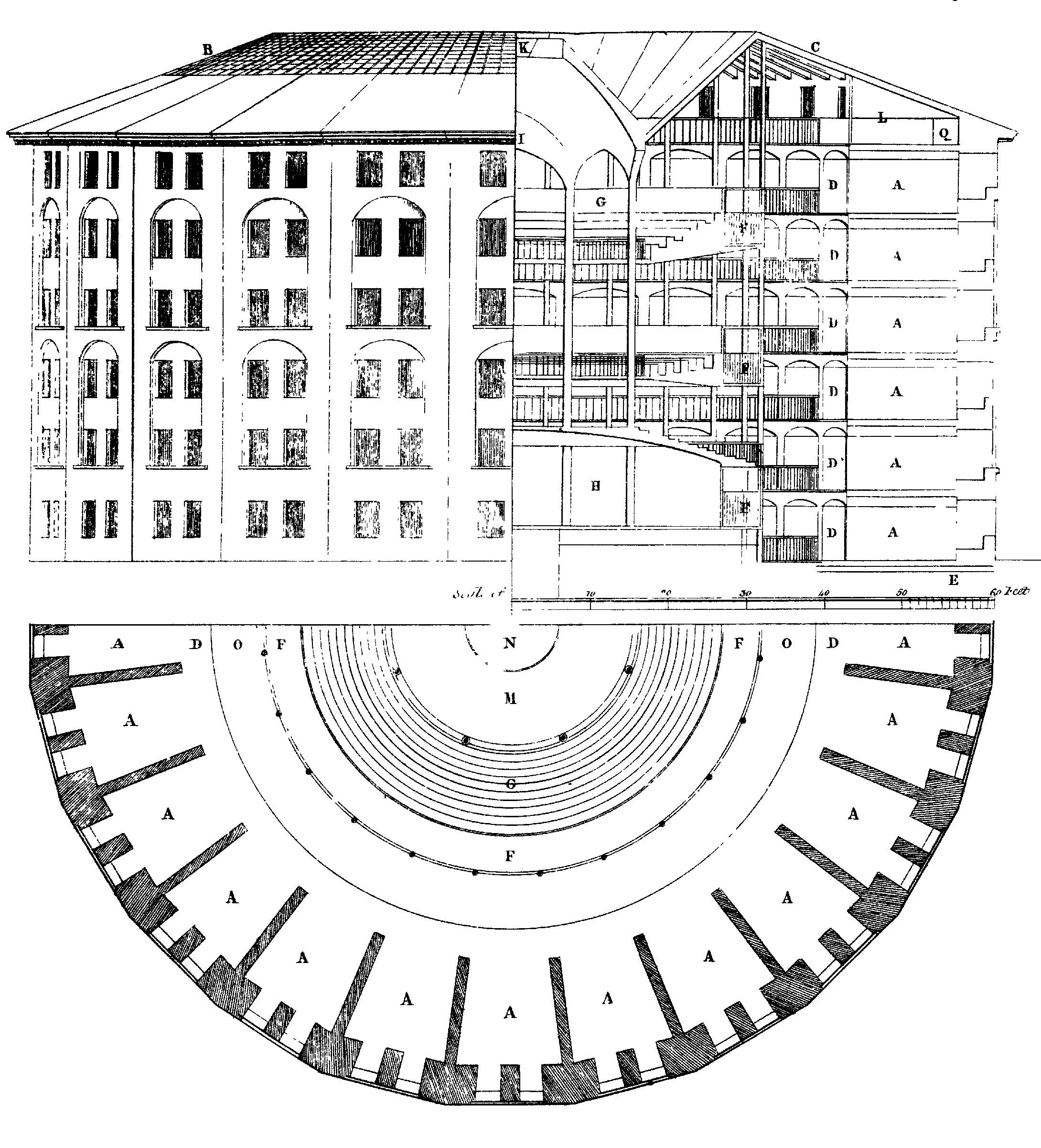
Паноптикум. Чертёж Иеремии Бентама 1791 года

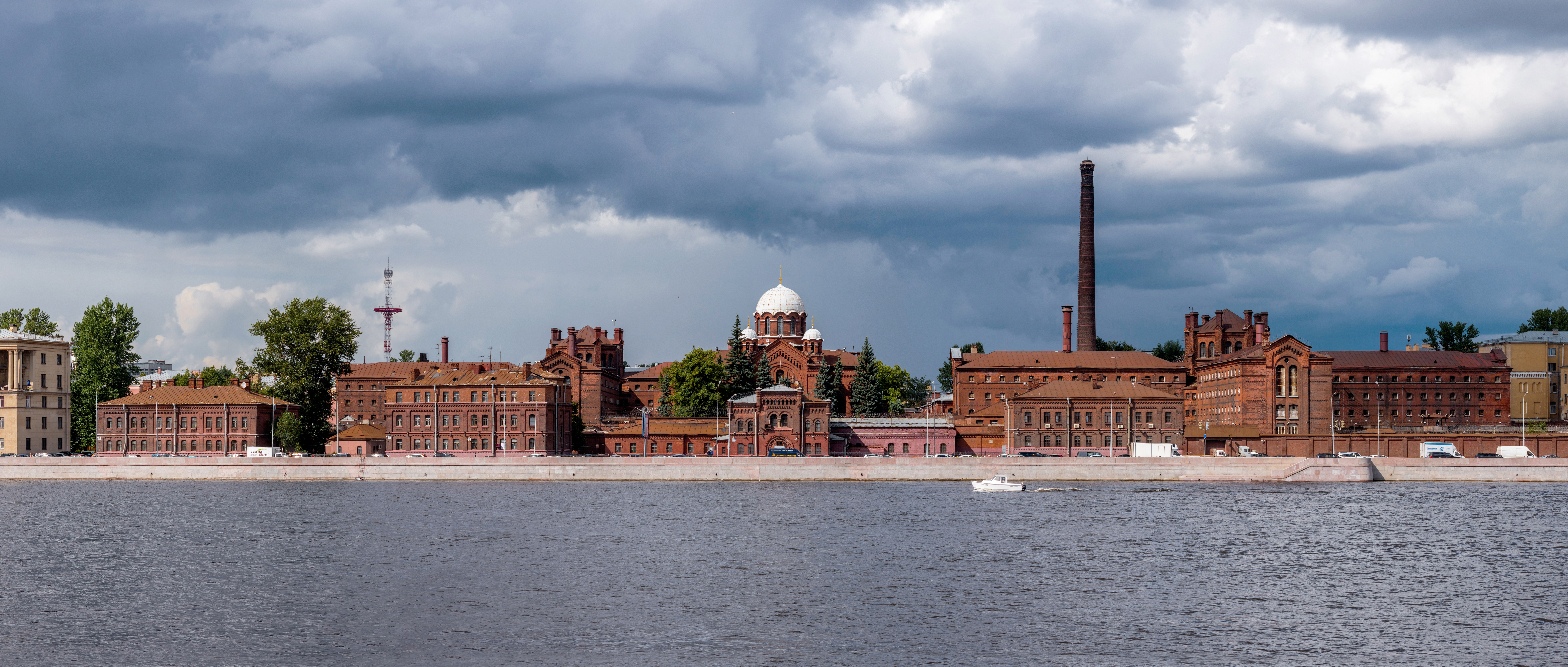
«Кресты», вид с Невы

Возможность круглосуточного надзора за заключёнными — вот главная цель строительства тюрьмы «Паноптикум» по плану Иеремии Бентама, описанному Фуко в «Надзирать и наказывать». Эта тюрьма представляет собой круглое здание, в центре такого здания располагается центральная башня, где находится тюремный надзиратель. Через широкие окна он имеет возможность наблюдать, как в аквариуме или зоопарке, жизнь заключённых в камерах, которые располагаются по окружности здания. В каждой камере два окна: одно выходит наружу, второе выходит внутрь, поэтому камера просматривается насквозь. В каждой камере должен сидеть только один преступник, чтобы избежать дурного влияния со стороны заключённых друг на друга. Стены между камерами мешают общению между заключёнными, поэтому нет опасности заговора, планирования коллективного побега и совершения новых преступлений. Эта конструкция здания тюрьмы противоположна принципу темницы. Постоянный надзор в некоторой степени также избавляет от необходимости применять телесные наказания. Современные технические возможности позволяют обеспечить постоянный надзор за заключёнными в камерах не с помощью особой конструкции здания тюрьмы, а с помощью видеонаблюдения.

### Две системы содержания преступников на Западе
На Западе стремились препятствовать объединению преступников в тюрьме в преступное сообщество. С этой целью в США были изобретены две системы содержания преступников в тюрьме:
- Обернская модель, которая предписывает для преступника содержание в одиночной камере ночью, совместную работу и общий обед днём, как в монастыре, но при условии абсолютного молчания. Заключённые могут говорить только с надзирателями.
- Филадельфийская модель предусматривает содержание преступников в условиях абсолютной изоляции друг от друга в одиночных камерах, чтобы оставить преступника наедине со своей совестью.

Были дискуссии о возможности оплачивать труд заключённых и возможности заключённого отказаться от некоторых видов работ и организовать забастовку.

### Аргументы противников тюремной реформы и противников замены казней и пыток тюремным заключением
- Тюрьма организует обучение неопытных преступников воровским профессиям и превращение их в профессиональных преступников.
- В тюрьме преступники планируют будущие преступления, организацию побегов из тюрьмы и коллективных тюремных бунтов.
- Тюрьмы не снижают уровень преступности. Тюрьмы можно расширять, преобразовывать, увеличивать их количество, но число преступлений и преступников остаётся стабильным или, хуже того, возрастает.
- Тюрьма порождает рецидивистов. Подавляющее число осуждённых — это те, кто отбывает тюремное заключение не в первый раз. Существование в тюрьме — это их образ жизни. Они привыкают в тюрьме не заботиться о еде и жилище, о поисках работы и средств к существованию.
- Тюрьма производит всё новых и новых преступников, а не исправляет их, независимо от того, сидят ли они в одиночных камерах или исполняют бесполезную для них работу. 30—40 надзирателей в тюрьме могут сохранять свою безопасность и контроль над 1000—1500 преступниками, только опираясь на доносчиков.
- Тюрьма организует преступное сообщество, иерархию внутри этого сообщества. Тюрьма даёт воровскую профессию и учит быть доносчиком. Условия, в которых оказываются освободившиеся преступники, обрекают их на повторение преступления. Во время заключения они теряют место жительства и после выхода из тюрьмы становятся бездомными бродягами.
- Тюремное заключение обрекает семью преступника на нищету после заключения под стражу единственного кормильца. В результате сын вора тоже часто становится вором, что в конечном счёте приводит к новым преступлениям[15].

## Издания на русском языке
- Фуко, М. Надзирать и наказывать. Рождение тюрьмы : пер. с франц. / Мишель Фуко. — Москва : Ад Маргинем Пресс : Музей современного искусства «Гараж», 2023. — 416 с., ил. — ISBN 978-5-91103-430-6